# A Love Surreal
A Love Surreal è il terzo album in studio del cantante statunitense Bilal, pubblicato nel 2013.

## Tracce
1. Intro – 1:07
2. West Side Girl – 3:28
3. Back to Love – 3:11
4. Winning Hand – 5:23
5. Climbing – 3:24
6. Longing and Waiting – 3:54
7. Right at the Core – 3:34
8. Slipping Away – 5:57
9. Lost for Now – 3:36
10. Astray – 4:14
11. Never Be the Same – 3:20
12. Butterfly (featuring Robert Glasper) – 6:41
13. The Flow – 3:58
14. Outro – 1:06